# Lijst van voetbalinterlands Argentinië - Engeland
Deze lijst van voetbalinterlands is een overzicht van alle officiële voetbalwedstrijden tussen de nationale teams van Argentinië en Engeland. De landen speelden tot op heden vijftien keer tegen elkaar. De eerste ontmoeting, een vriendschappelijke wedstrijd, werd gespeeld in Londen op 9 mei 1951. Het laatste duel, eveneens een vriendschappelijke wedstrijd, vond plaats op 12 november 2005 in Lancy (Zwitserland)

## Wedstrijden
| №  | Plaats         | Datum            | Competitie        | Wedstrijd             | Uitslag |
| -- | -------------- | ---------------- | ----------------- | --------------------- | ------- |
| 1  | Londen         | 9 mei 1951       | Vriendschappelijk | Engeland – Argentinië | 2 – 1   |
| 2  | Buenos Aires   | 14 mei 1953      | Vriendschappelijk | Argentinië − Engeland | 3 − 1   |
| 3  | Buenos Aires   | 17 mei 1953      | Vriendschappelijk | Argentinië – Engeland | 0 – 0   |
| 4  | Rancagua       | 2 juni 1962      | WK 1962           | Argentinië – Engeland | 1 – 3   |
| 5  | Rio de Janeiro | 6 juni 1964      | Vriendschappelijk | Argentinië – Engeland | 1 – 0   |
| 6  | Londen         | 23 juli 1966     | WK 1966           | Engeland – Argentinië | 1 – 0   |
| 7  | Londen         | 22 mei 1974      | Vriendschappelijk | Engeland – Argentinië | 2 – 2   |
| 8  | Buenos Aires   | 12 juni 1977     | Vriendschappelijk | Argentinië – Engeland | 1 – 1   |
| 9  | Londen         | 13 mei 1980      | Vriendschappelijk | Engeland – Argentinië | 3 – 1   |
| 10 | Mexico-Stad    | 22 juni 1986     | WK 1986           | Argentinië – Engeland | 2 – 1   |
| 11 | Londen         | 25 mei 1991      | Vriendschappelijk | Engeland – Argentinië | 2 – 2   |
| 12 | Saint-Étienne  | 30 juni 1998     | WK 1998           | Argentinië – Engeland | 2 – 2   |
| 13 | Londen         | 23 februari 2000 | Vriendschappelijk | Engeland – Argentinië | 0 – 0   |
| 14 | Sapporo        | 7 juni 2002      | WK 2002           | Argentinië – Engeland | 0 – 1   |
| 15 | Lancy          | 12 november 2005 | Vriendschappelijk | Argentinië – Engeland | 2 – 3   |

## Samenvatting
| Competitie        | Totaal gespeeld | Winst Argentinië | Gelijk | Winst Engeland | Doelsaldo Argentinië – Engeland |
| ----------------- | --------------- | ---------------- | ------ | -------------- | ------------------------------- |
| WK-eindronde      | 5               | 1                | 1      | 3              | 5 − 8                           |
| Vriendschappelijk | 10              | 2                | 5      | 3              | 13 − 14                         |
| Totaal            | 15              | 3                | 6      | 6              | 18 − 22                         |

Wedstrijden bepaald door strafschoppen worden, in lijn met de FIFA, als een gelijkspel gerekend.

## Details

### Eerste ontmoeting
| Vriendschappelijk (Londen, Engeland, 9 mei 1951): |              | |
| Engeland | 2 – 1        | Argentinië |
| Jackie Milburn 79' Stan Mortensen 86' | goals        | 18' Mario Boyé |
| Walter Winterbottom | bondscoach   | Guillermo Stábile |
| Bert Williams Alf Ramsey Bill Eckersley Billy Wright James Taylor Henry Cockburn Tom Finney Stan Mortensen Jackie Milburn Harold Hassall Victor Metcalfe | opstellingen | Miguel Rugilo ??' Juan Colman Juan Filgueiras Norberto Yácono Ubaldo Faina Natalio Pescia Mario Boyé Norberto Méndez Rubén Bravo Ángel Labruna Félix Loustau |
| | wissels      | ??' Ángel Allegri |
| - Debuut van James Taylor (Fulham) en Victor Metcalfe (Huddersfield Town) voor Engeland.                                                                 |              | |

### Derde ontmoeting
| Vriendschappelijk (Buenos Aires, Argentinië, 17 mei 1953): |              | |
| Argentinië | 0 – 0        | Engeland |
| | goals        | |
| Guillermo Stábile | bondscoach   | Walter Winterbottom |
| Julio Mussimessi Pedro Dellacha José García-Pérez Juan Lombardo Eliseo Mouriño Ernesto Gutiérrez Rodolfo Micheli Carlos Cecconato Carlos Lacasia Ernesto Grillo Osvaldo Cruz                 | opstellingen | Gil Merrick Alf Ramsey Bill Eckersley Billy Wright Henry Johnston Jimmy Dickinson Tom Finney Ivor Broadis Nat Lofthouse Tommy Taylor Johnny Berry |
| | wissels      | |
| - Wedstrijd gestaakt na 23 minuten vanwege overvloedige regenval en in 36ste minuut definitief afgelast. - Debuut van Tommy Taylor en Johnny Berry (beiden Manchester United) voor Engeland. |              | |

### Negende ontmoeting
| Vriendschappelijk (Londen, Engeland, 13 mei 1980): |              | |
| Engeland | 3 – 1        | Argentinië |
| David Johnson 42' David Johnson 50' Kevin Keegan 79' | goals        | 55' (pen.) Daniel Passarella |
| Ron Greenwood | bondscoach   | César Luis Menotti |
| Ray Clemence Phil Neal 76' Kenny Sansom Phil Thompson Dave Watson Kevin Keegan Steve Coppell David Johnson 76' Tony Woodcock Raymond Kennedy 72' Ray Wilkins | opstellingen | Ubaldo Fillol Jorge Olguín José van Tuyne Daniel Passarella Alberto Tarantini 51' Juan Barbas Americo Gallego Diego Maradona 18' Santiago Santamaria Leopoldo Luque José Valencia |
| Trevor Brooking 72' Trevor Cherry 76' Garry Birtles 76' | wissels      | 18' Ramón Díaz 51' Carlos Ischia |
| Hugo Galeano 12' Víctor Aristizábal 40' Faryd Mondragón 70' Jorge Bermúdez 86'                                                                               | gele kaarten | 30' Jason McAteer 51' Steve Finnan 82' Steven Reid |
| - Debuut van aanvaller Garry Birtles (Nottingham Forest) voor Engeland.                                                                                      |              | |

### Elfde ontmoeting
| Vriendschappelijk (Londen, Engeland, 25 mei 1991):                                                                                       |              | |
| Engeland | 2 – 2        | Argentinië |
| Gary Lineker 15' David Platt 50' | goals        | 65' Claudio Caniggia 70' Dario Franco |
| Graham Taylor | bondscoach   | Alfio Basile |
| David Seaman Lee Dixon Stuart Pearce David Batty Des Walker Mark Wright David Platt Geoff Thomas Alan Smith Gary Lineker John Barnes 62' | opstellingen | Sergio Goycochea Sergio Vázquez Carlos Alberto Enrique Fabián Basualdo Fernando Gamboa Oscar Ruggeri Claudio Omar García Dario Franco Diego Simeone 59' Germán Martellotto Ariel Boldrini |
| Nigel Clough 62' | wissels      | 59' Antonio Mohamed |

### Twaalfde ontmoeting
| WK 1998 (Saint-Étienne, Frankrijk, 30 juni 1998): |                     | |
| Argentinië | 2 – 2               | Engeland |
| Gabriel Batistuta 5' (pen.) Javier Zanetti 45+1' | goals               | 9' (pen.) Alan Shearer 16' Michael Owen |
| Sergio Berti Hernan Crespo Juan Veron Marcelo Gallardo Roberto Ayala | strafschoppen 4 – 3 | Alan Shearer Paul Ince Paul Merson Michael Owen David Batty                                                                                                 |
| Daniel Passarella | bondscoach          | Glenn Hoddle |
| Carlos Roa Roberto Ayala Matías Almeyda José Chamot Ariel Ortega Nelson Vivas Diego Simeone 91' Juan Sebastián Verón Javier Zanetti Claudio López 68' Gabriel Batistuta 68' | opstellingen        | David Seaman Gary Neville Tony Adams Sol Campbell 97' Darren Anderton David Beckham Paul Ince 78' Paul Scholes 71' Graeme Le Saux Alan Shearer Michael Owen |
| Marcelo Gallardo 46' Hernán Crespo 85' Sergio Berti 91' | wissels             | 71' Gareth Southgate 78' Paul Merson 97' David Batty |
| Juan Sebastián Verón 44' Diego Simeone 47' Matías Almeyda 73' Carlos Roa 120+4'                                                                                             | gele kaarten        | 5' David Seaman 10' Paul Ince 82' Steven Reid |
| | rode kaarten        | 47' David Beckham |

### Dertiende ontmoeting
| Vriendschappelijk (Londen, Engeland, 23 februari 2000): |              | |
| Engeland | 0 – 0        | Argentinië |
| | goals        | |
| Kevin Keegan | bondscoach   | Marcelo Bielsa |
| David Seaman Martin Keown 46' Gareth Southgate Sol Campbell Kieron Dyer 59' Dennis Wise David Beckham 73' Paul Scholes Jason Wilcox Alan Shearer 78' Emile Heskey 79' | opstellingen | Pablo Cavallero Roberto Ayala 68' Rodolfo Arruabarrena 35' Roberto Sensini Diego Simeone José Chamot Kily González Javier Zanetti Juan Sebastián Verón 56' Gabriel Batistuta 90' Ariel Ortega |
| Rio Ferdinand 46' Phil Neville 59' Ray Parlour 73' Kevin Phillips 78' Andy Cole 79'                                                                                   | wissels      | 35' Mauricio Pochettino 56' Hernán Crespo 68' Nelson Vivas 90' Gustavo López |
| David Beckham 19' Dennis Wise 46' | gele kaarten | ??' Rodolfo Arruabarrena 40' Ariel Ortega 59' José Chamot 90' Roberto Ayala |

### Veertiende ontmoeting
| WK 2002 (Sapporo, Japan, 7 juni 2002): |              | |
| Argentinië | 0 – 1        | Engeland |
| | goals        | 44' (pen.) David Beckham |
| Marcelo Bielsa | bondscoach   | Sven-Göran Eriksson |
| Pablo Cavallero Juan Pablo Sorín Mauricio Pochettino Walter Samuel Diego Placente Javier Zanetti Juan Sebastián Verón 46' Diego Simeone Gabriel Batistuta 60' Ariel Ortega Kily González 64' | opstellingen | David Seaman Danny Mills Ashley Cole Rio Ferdinand Sol Campbell David Beckham Paul Scholes 19' Owen Hargreaves Nicky Butt 80' Michael Owen 1569' Emile Heskey |
| Pablo Aimar 46' Hernán Crespo 60' Claudio López 64' | wissels      | 19' Trevor Sinclair 56' Teddy Sheringham 80' Wayne Bridge |
| Gabriel Batistuta 13' | gele kaarten | 29' Ashley Cole 50' Emile Heskey |

### Vijftiende ontmoeting
| Vriendschappelijk (Lancy, Zwitserland, 12 november 2005):                                                                                                   |              | |
| Engeland | 3 – 2        | Argentinië |
| Wayne Rooney 39' Michael Owen 87' Michael Owen 90+2' | goals        | 35' Hernán Crespo 54' Walter Samuel |
| Sven-Göran Eriksson | bondscoach   | José Pékerman |
| Paul Robinson Luke Young 81' Wayne Bridge 46' Steven Gerrard Rio Ferdinand John Terry David Beckham Frank Lampard Wayne Rooney Michael Owen Ledley King 59' | opstellingen | Roberto Abbondanzieri Javier Zanetti 75' Roberto Ayala Walter Samuel Juan Pablo Sorin Martin Demichelis Maximiliano Rodriguez Esteban Cambiasso 84' Juan Roman Riquelme Carlos Tevez 71' Hernán Crespo |
| Paul Konchesky 46' Joe Cole 59' Peter Crouch 81' | wissels      | 71' Javier Saviola 75' Fabricio Coloccini 81' Julio Ricardo Cruz 84' Lucho González |
| Luke Young 27' Frank Lampard 48' Joe Cole 67' | gele kaarten | 33' Walter Samuel 80' Maximiliano Rodríguez |
| - 50ste wedstrijd van David Beckham als aanvoerder van Engeland.                                                                                            |              | |